# Arquidiocese de Aganha
A Arquidiocese de Aganha (Archidiœcesis Aganiensis) é uma circunscrição eclesiástica da Igreja Católica situada em Aganha, Guam. Seu atual arcebispo é Michael Jude Byrnes. Sua Sé é a Catedral do Doce Nome de Maria.
Possui 26 paróquias servidas por 45 padres, contando com 175.404 habitantes, com 85% da população jurisdicionada batizada (149.094 batizados).

## História
O Vicariato Apostólico de Guam foi erigido em 1 de março de 1911 com o breve Ex hac quam divinitus do Papa Pio X, recebendo o território da Prefeitura Apostólica das Ilhas Marianas, que por sua vez foi erigida em 1902, derivando seu território da arquidiocese de Cebu.
Em 4 de julho de 1946 o Vicariato Apostólico foi ampliado, incorporando as Ilhas Marianas.
Em 14 de outubro de 1965 por força da bula Centenario anno do Papa Paulo VIo Vicariato Apostólico foi elevado a Diocese e assume o nome de Diocese de Aganha, sendo sufragânea da Arquidiocese de San Francisco.
Em 8 de março de 1984 a diocese foi elevada à dignidade de arquidiocese metropolitana com a bula Compertum quidem do Papa João Paulo II.
Em 8 de novembro do mesmo ano, cedeu o território das Ilhas Marianas em benefício da construção da Diocese de Chalan Kanoa.

## Prelados
| #                        | Nome                                                | Período    | Notas                                                        |
| Arcebispos               | Arcebispos                                          | Arcebispos | Arcebispos                                                   |
| ------------------------ | --------------------------------------------------- | ---------- | ------------------------------------------------------------ |
| 4º                       | Ryan Pagente Jimenez                                | 2024-      | Atual                                                        |
| 3º                       | Michael Jude Byrnes                                 | 2019-2023  |                                                              |
| 2º                       | Anthony Sablan Apuron, O.F.M.Cap.                   | 1986-2019  |                                                              |
| 1º                       | Felixberto Camacho Flores †                         | 1984-1985  |                                                              |
| Arcebispo coadjutor      |                                                     |            |                                                              |
|                          | Michael Jude Byrnes                                 | 2016-2019  |                                                              |
| Bispos                   |                                                     |            |                                                              |
| 6º                       | Felixberto Camacho Flores †                         | 1971-1984  |                                                              |
| 5º                       | Apollinaris William Baumgartner, O.F.M.Cap. †       | 1945-1970  |                                                              |
| 4º                       | León (Miguel) Ángel Olano y Urteaga, O.F.M.Cap. †   | 1934-1945  |                                                              |
| 3º                       | Joaquín Felipe Oláiz y Zabalza, O.F.M.Cap. †        | 1914-1933  |                                                              |
| 2º                       | Agustín José Bernaus y Serra, O.F.M.Cap. †          | 1913       | Nomeado Bispo de Bluefields                                  |
| 1º                       | Francisco Xavier Ricardo Vilá y Mateu, O.F.M.Cap. † | 1911-1913  |                                                              |
| Bispos auxiliares        |                                                     |            |                                                              |
|                          | Anthony Sablan Apuron, O.F.M.Cap.                   | 1983-1985  | Nomeado Arcebispo                                            |
| Administrador apostólico |                                                     |            |                                                              |
|                          | Romeo Duetao Convocar                               | 2023-2024  | Vigário Geral                                                |
|                          | Savio Hon Tai-Fai, S.D.B.                           | 2016       | Secretário para a Congregação para a Evangelização dos Povos |
|                          | Anthony Sablan Apuron, O.F.M.Cap.                   | 1985-1986  | Bispo auxiliar da mesma                                      |
|                          | Felixberto Camacho Flores †                         | 1970-1971  |                                                              |